# Трофанецкий водопад
Трофанецкий  водопад, Труфанецкий водопад (укр. Тру́фанець, Трофанець) — водопад в Раховском районе Закарпатской области Украины. Гидрологическая достопримечательность природы местного значения. С 1997 года входит в состав Карпатского биосферного заповедника.

## География
Расположен в Украинских Карпатах на юго-восточных склонах горного массива Свидовец, неподалеку от южной окраины посёлка городского типа Ясиня.

## Описание
Трофанецкий водопад расположен в приустьевой части реки Трофанец (правый приток Чёрной Тисы бассейн Дуная). Общая высота водопада 36 м. Состоит из многочисленных каскадов (свыше 5). Образован на месте выхода на поверхность стойких к эрозии песчаников. У подножия водопада устроена смотровая площадка-беседка.